# 阿部健太
阿部 健太（あべ けんた、1984年9月8日 - ）は、愛媛県松山市出身の元プロ野球選手（投手）。大阪近鉄バファローズの歴史において、最後の敗戦投手として知られている。

## 経歴

### プロ入り前
愛媛県立松山商業高等学校では、2年時に第83回全国高等学校野球選手権大会に出場し、背番号10ながら主戦投手としてチームのベスト4進出に貢献した。
2002年のドラフト会議で、大阪近鉄バファローズから4巡目で指名され入団。

### 近鉄・オリックス時代
2003年後半に高卒新人ながら一軍昇格し、先発で2勝を挙げた。シーズン終盤に先発登板機会がさらに1回あったが、新人王の受賞資格を翌年に残すためにその後は一軍登板がなかった。その当時の投球フォームが近鉄の先輩である岩隈久志と瓜二つだったことや、当時の背番号「48」が岩隈が入団した当時のものと同じだったこと、さらに痩せ型の体型も同じだったことから「岩隈二世」と呼ばれていた。
新人王を期待されたが2004年以降は伸び悩み、野手に阿部真宏もいるので成績次第では登録名を「ケンタ」とする構想があったが、見送りになった。近鉄球団の最終試合となった9月27日の対オリックス・ブルーウェーブ戦（Yahoo!BBスタジアム）では、岩隈に次いで2番手として投げて敗戦投手となり、近鉄最後の敗戦投手、および責任投手となった。この年オフの球団再編に伴う選手分配ドラフトでオリックス・バファローズへ移籍。
2005年・2006年の一軍登板は、数試合の敗戦処理だけだった。
2007年は一軍登板がなく、同年11月26日に濱中治・吉野誠とのトレードで、平野恵一とともに阪神タイガースへ移籍。

### 阪神時代

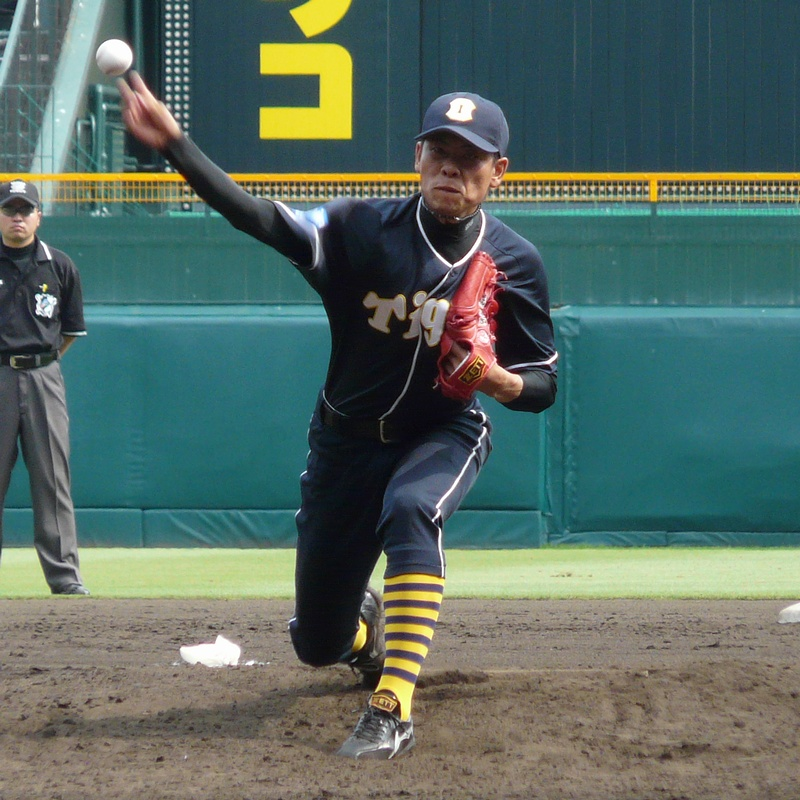
阪神時代（2011年）

2008年はJFKと、それに渡辺亮を加えた中継ぎ投手陣の調整が遅れたため、開幕一軍に選ばれた。開幕当初は敗戦処理での登板が多かったが、徐々に投球内容が評価され、夏頃にはブルペンに欠かせない存在となった。自己最多の32試合に登板し、防御率2.96の記録でチームに貢献した。
2009年にも一軍公式戦19試合に登板した。
2010年・2011年には一軍での登板機会がなかった。2011年はウエスタン・リーグ公式戦でも未勝利に終わり、同年10月に球団から戦力外通告を受けた。その後12球団合同トライアウトへの参加を経て同年11月24日に東京ヤクルトスワローズに移籍した。

### ヤクルト時代
2012年、オープン戦6試合の登板で5セーブを記録。通算7イニングを無安打無失点に抑えたことが評価されて、シーズン開幕を一軍で迎えた。シーズン通算では、一軍公式戦15試合に登板したものの、勝敗は付かなかった。
2013年には、7月3日の対横浜DeNAベイスターズ戦（横浜スタジアム）4回表から2番手で登板。1イニングを1安打無失点に抑えて交代した後に、チームの逆転勝利によって移籍後初勝利を挙げた。一軍では近鉄時代の2003年9月14日以来3,580日振りの勝利で、日本国外でのプレー経験がある投手を含めると大家友和の5,847日に次ぐ2位、NPB球団のみに所属していた投手に限定すると遠山奬志の3,507日(遠山は95年から97年まで3年間野手に転向していた)を更新するNPB最長記録となった。その遠山は、当時阪神二軍の投手コーチを務めており、阿部は、勝利を記録した直後に、「えっ、遠山さんを超えて？珍記録ですね」というコメントを残した。
2014年には、一軍公式戦11試合に登板したが、防御率13.81と精彩を欠いた。10月1日に球団から戦力外通告を受け、現役引退を表明し、スコアラー兼打撃投手に転身した。12月2日にNPBから自由契約選手として公示された。
2015年は打撃投手としてシーズンを迎えたが、この年のチームは二軍クラスの内野手・外野手に故障者が続出しており、イースタン・リーグの公式戦で投手を外野手や指名打者、複数の捕手を内野手として同時にスタメンへ起用するほどの野手不足に陥っていた。その中で編成部長の松井優典から、現役引退から間もない阿部の身体能力や野球センスの高さが注目され、7月8日に球団と育成選手契約を結んで現役に復帰した。チームの支配下登録投手が不慣れな野手としての出場によって故障する事態を避けるため、投手としての登録でありながら「野手としてイースタン・リーグの公式戦にのみ出場する」という異例の条件であった。育成契約での年俸は推定550万円で、背番号は打撃投手として付けていた「107」を引き続き使用。契約直後の7月14日、イースタン・リーグの対読売ジャイアンツ戦（戸田球場）に8番・左翼手としてスタメンに起用され、調整登板の内海哲也から適時打を放って、現役復帰後初の安打・打点を記録した。このシーズンは同リーグで11試合に出場し、17打数2安打3打点の成績を残したが、すべて野手としての出場であり、投手としての登板機会はなかった。10月2日に自身3度目の戦力外通告を受け、改めて現役を引退。スカウトへ転身した。10月30日にNPBから自由契約選手として公示された。
引退後は主に関西地区の担当スカウトとして、高橋奎ニや奥川恭伸、内山壮真らの獲得に携わった。

## プレースタイル
当初は速球とスライダー、チェンジアップを武器にしていた本格派だったが、ヤクルトに在籍していた頃にはシュートやフォークボールなど多様な球種を投げ分け総合力で勝負するスタイルに変わっていた。
オリックス時代と阪神時代に野手転向の打診を受けている。そのこともあってか、ヤクルトでの二軍の野手人員不足の際には打撃投手でありながら阿部が一時的に現役復帰することになった。

## 詳細情報

### 年度別投手成績
| 年 度     | 球 団      | 登 板 | 先 発 | 完 投 | 完 封 | 無 四 球 | 勝 利 | 敗 戦 | セ 丨 ブ | ホ 丨 ル ド | 勝 率 | 打 者 | 投 球 回 | 被 安 打 | 被 本 塁 打 | 与 四 球 | 敬 遠 | 与 死 球 | 奪 三 振 | 暴 投 | ボ 丨 ク | 失 点 | 自 責 点 | 防 御 率 | W H I P |
| --------- | ---------- | ----- | ----- | ----- | ----- | -------- | ----- | ----- | -------- | ----------- | ----- | ----- | -------- | -------- | ----------- | -------- | ----- | -------- | -------- | ----- | -------- | ----- | -------- | -------- | ------- |
| 2003      | 近鉄       | 5     | 3     | 1     | 0     | 0        | 2     | 0     | 0        | --          | 1.000 | 100   | 25.0     | 22       | 3           | 6        | 0     | 0        | 23       | 1     | 0        | 6     | 6        | 2.16     | 1.12    |
| 2004      | 近鉄       | 2     | 1     | 0     | 0     | 0        | 0     | 1     | 0        | --          | .000  | 29    | 5.1      | 12       | 4           | 1        | 0     | 0        | 3        | 0     | 0        | 8     | 8        | 13.50    | 2.44    |
| 2005      | オリックス | 3     | 0     | 0     | 0     | 0        | 0     | 0     | 0        | 0           | ----  | 22    | 5.0      | 6        | 2           | 1        | 0     | 1        | 7        | 0     | 0        | 4     | 4        | 7.20     | 1.40    |
| 2006      | オリックス | 5     | 0     | 0     | 0     | 0        | 0     | 0     | 0        | 0           | ----  | 27    | 6.1      | 6        | 1           | 1        | 0     | 1        | 4        | 0     | 0        | 3     | 3        | 4.26     | 1.11    |
| 2008      | 阪神       | 32    | 0     | 0     | 0     | 0        | 0     | 1     | 0        | 1           | .000  | 200   | 51.2     | 37       | 8           | 9        | 1     | 4        | 34       | 0     | 0        | 17    | 17       | 2.96     | 0.89    |
| 2009      | 阪神       | 19    | 3     | 0     | 0     | 0        | 0     | 1     | 0        | 0           | .000  | 147   | 33.0     | 39       | 2           | 13       | 2     | 1        | 24       | 1     | 0        | 13    | 12       | 3.27     | 1.58    |
| 2012      | ヤクルト   | 15    | 0     | 0     | 0     | 0        | 0     | 0     | 0        | 0           | ----  | 62    | 15.0     | 12       | 1           | 6        | 1     | 0        | 9        | 0     | 0        | 6     | 6        | 3.60     | 1.20    |
| 2013      | ヤクルト   | 18    | 0     | 0     | 0     | 0        | 1     | 0     | 0        | 3           | 1.000 | 83    | 20.0     | 19       | 3           | 5        | 0     | 0        | 18       | 1     | 0        | 10    | 10       | 4.50     | 1.20    |
| 2014      | ヤクルト   | 11    | 0     | 0     | 0     | 0        | 0     | 0     | 0        | 0           | ----  | 74    | 14.1     | 25       | 4           | 8        | 0     | 0        | 11       | 1     | 0        | 22    | 22       | 13.81    | 2.30    |
| 通算：9年 | 通算：9年  | 110   | 7     | 1     | 0     | 0        | 3     | 3     | 0        | 4           | .500  | 744   | 175.2    | 178      | 28          | 50       | 4     | 7        | 133      | 4     | 0        | 89    | 88       | 4.51     | 1.28    |

### 記録
投手記録
- 初登板：2003年8月26日、対千葉ロッテマリーンズ22回戦（千葉マリンスタジアム）、9回裏に3番手で救援登板・完了、1回1失点
- 初先発・初勝利：2003年8月31日、対日本ハムファイターズ27回戦（大阪ドーム）、6回2/3を1失点
- 初奪三振：同上、1回表に坪井智哉から
- 初完投勝利：2003年9月14日、対千葉ロッテマリーンズ26回戦（大阪ドーム）、9回5安打1失点
- 初ホールド：2008年7月28日、対東京ヤクルトスワローズ15回戦（明治神宮野球場）、4回裏に3番手で救援登板、2回無失点

打撃記録
- 初安打：2009年5月26日、対千葉ロッテマリーンズ2回戦（阪神甲子園球場）、2回裏に小野晋吾から右前安打
- 初打点：2009年8月29日、対読売ジャイアンツ20回戦（阪神甲子園球場）、2回裏にセス・グライシンガーから右前適時打

### 背番号
- 48 （2003年 - 2007年）
- 56 （2008年 - 2011年）
- 58 （2012年 - 2014年）
- 107 （2015年）